# Singoli al numero uno nella Billboard Hot 100 nel 1996

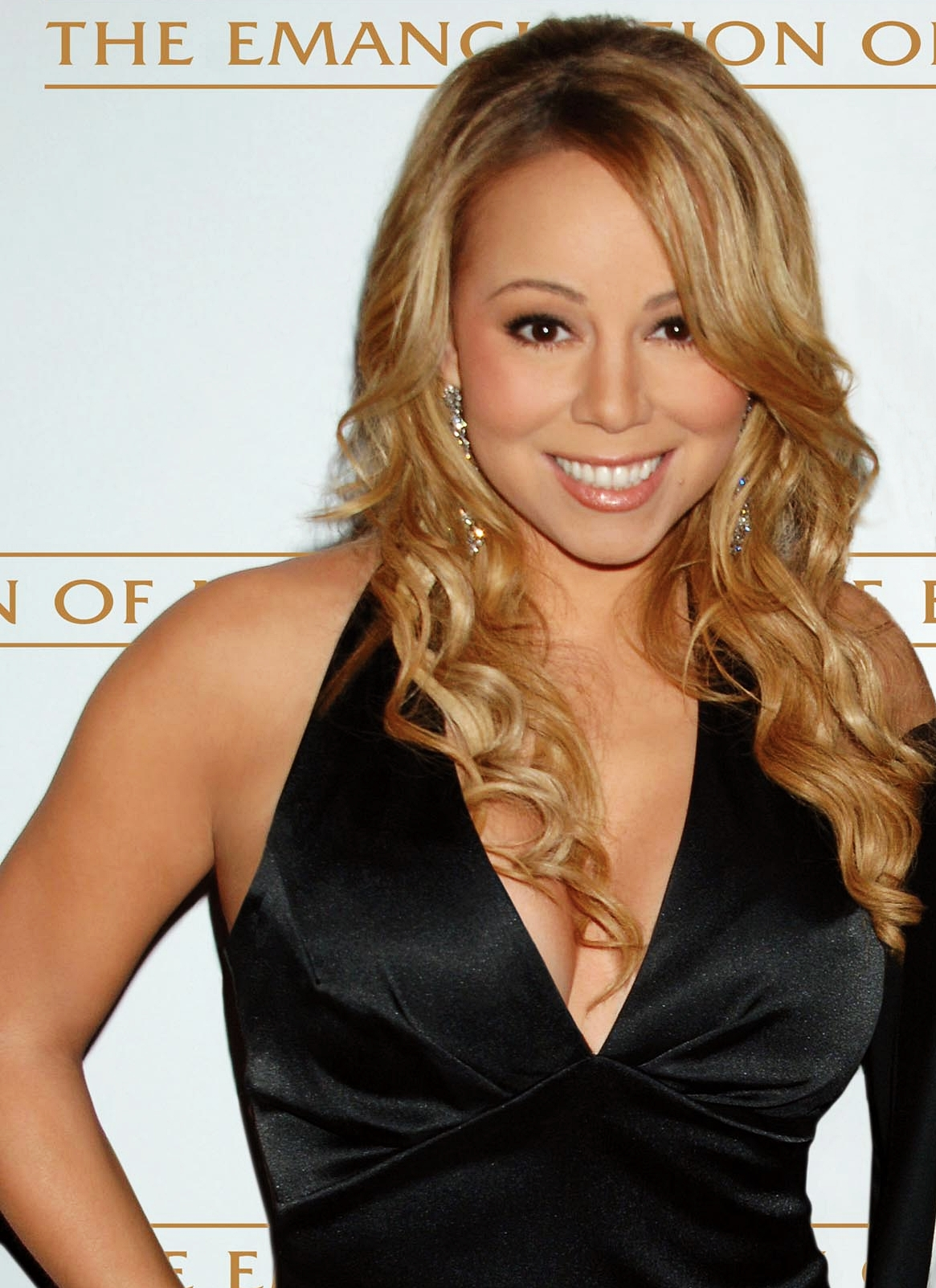
Mariah Carey stabilì, insieme ai Boyz II Men, il record di permanenza al primo posto in classifica con One Sweet Day, che mantenne la vetta per un periodo di sedici settimane consecutive tra la fine del 1995 e l'inizio del 1996. Il record è rimasto infranto fino al 2019, quando Old Town Road del rapper statunitense Lil Nas X regnò per 19 settimane consecutive.

Di seguito è riportata la lista dei singoli al numero uno nella Billboard Hot 100 nel 1996.
La Billboard Hot 100 è una classifica musicale che considera le canzoni più di successo negli Stati Uniti. I dati sono redatti dalla compagnia Nielsen SoundScan, prendendo in considerazione le vendite fisiche e i passaggi radiofonici di ogni singolo e, in seguito, la classifica finale viene pubblicata settimanalmente dalla rivista Billboard.
Nel 1996 sono stati 8 i singoli che hanno raggiunto la prima posizione della classifica, ai quali si aggiunge One Sweet Day di Mariah Carey e dei Boyz II Men che aveva iniziato il suo dominio nel 1995. Questo fa sì che il 1996, insieme al 2005 e al 2015, risulti essere il secondo anno con il minor numero di singoli numero uno ottenuti nel corso delle 52 settimane di pubblicazione. 
Durante l'anno, otto artisti hanno raggiunto per la prima volta la vetta della Billboard Hot 100, ovvero: i Bone Thugs-n-Harmony, 2Pac, i K-Ci & JoJo, Dr. Dre, Roger Troutman, Toni Braxton, i Los del Río e i Blackstreet. Mariah Carey, Dr. Dre e Toni Braxton furono gli unici artisti a raggiungere la vetta più di una volta durante l'anno, con due volte ciascuno.
Macarena (Bayside Boys Mix), del gruppo spagnolo Los del Río, è stato il brano con la più lunga permanenza in vetta alla classifica dell'anno, con 14 settimane consecutive. Ad eccezione di You're Makin' Me High / Let It Flow della cantante statunitense Toni Braxton, che ha trascorso una sola settimana alla prima posizione, tutti gli altri singoli hanno regnato per almeno due settimane.

## Hot 100

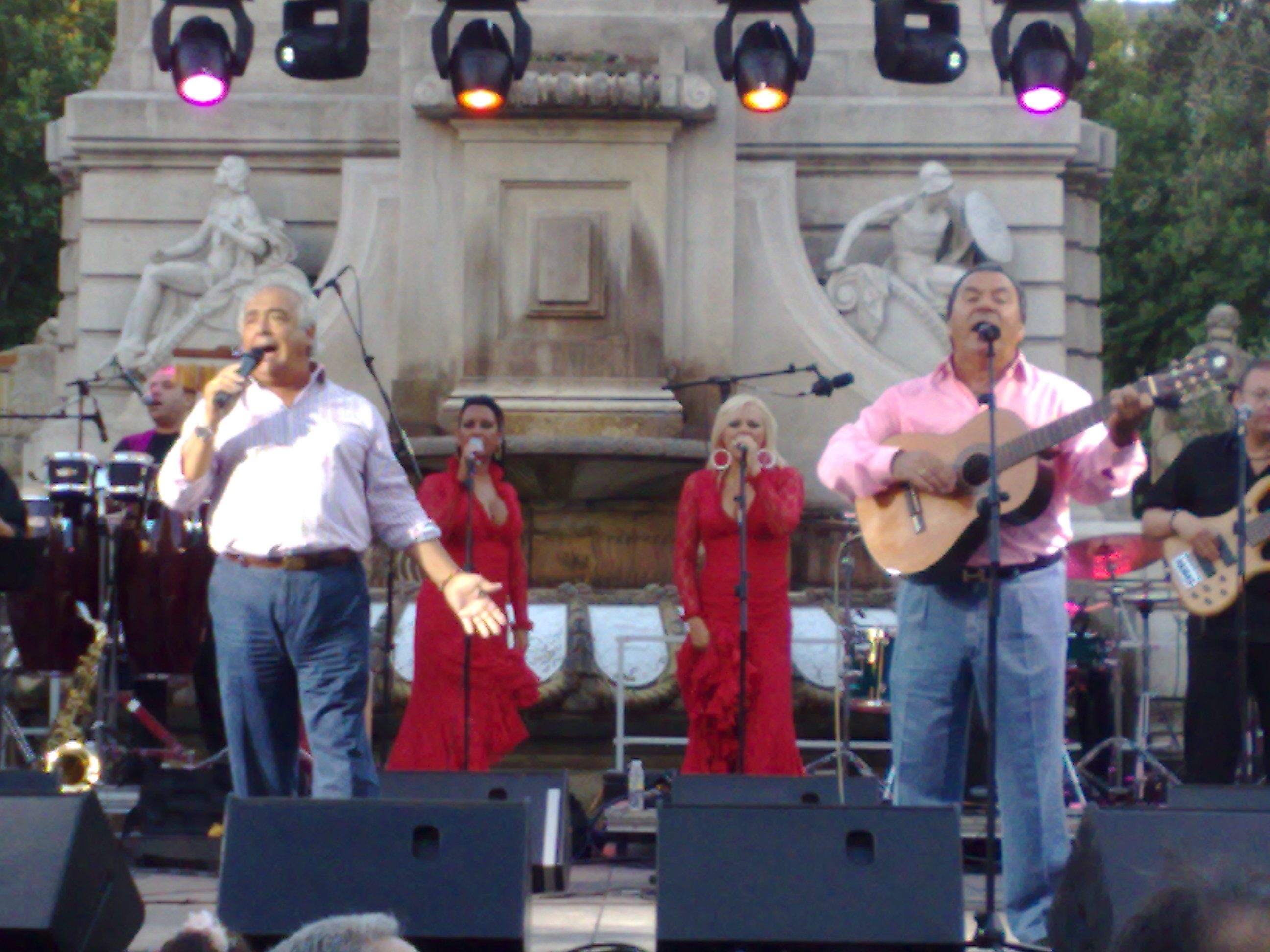
Il duo spagnolo Los del Río trascorse quattordici settimane consecutive al primo posto con Macarena.

| † | Indica la canzone con le migliori prestazioni del 1996 |

| Data         | Brano                               | Artista                                                      | Totale settimane al numero uno | Fonti  |
| ------------ | ----------------------------------- | ------------------------------------------------------------ | ------------------------------ | ------ |
| 6 gennaio    | One Sweet Day                       | Mariah Carey & Boyz II Men                                   | 16                             | [ 2 ]  |
| 13 gennaio   | One Sweet Day                       | Mariah Carey & Boyz II Men                                   | 16                             | [ 3 ]  |
| 20 gennaio   | One Sweet Day                       | Mariah Carey & Boyz II Men                                   | 16                             | [ 4 ]  |
| 27 gennaio   | One Sweet Day                       | Mariah Carey & Boyz II Men                                   | 16                             | [ 5 ]  |
| 3 febbraio   | One Sweet Day                       | Mariah Carey & Boyz II Men                                   | 16                             | [ 6 ]  |
| 10 febbraio  | One Sweet Day                       | Mariah Carey & Boyz II Men                                   | 16                             | [ 7 ]  |
| 17 febbraio  | One Sweet Day                       | Mariah Carey & Boyz II Men                                   | 16                             | [ 8 ]  |
| 24 febbraio  | One Sweet Day                       | Mariah Carey & Boyz II Men                                   | 16                             | [ 9 ]  |
| 2 marzo      | One Sweet Day                       | Mariah Carey & Boyz II Men                                   | 16                             | [ 10 ] |
| 9 marzo      | One Sweet Day                       | Mariah Carey & Boyz II Men                                   | 16                             | [ 11 ] |
| 16 marzo     | One Sweet Day                       | Mariah Carey & Boyz II Men                                   | 16                             | [ 12 ] |
| 23 marzo     | Because You Loved Me                | Céline Dion                                                  | 6                              | [ 13 ] |
| 30 marzo     | Because You Loved Me                | Céline Dion                                                  | 6                              | [ 14 ] |
| 6 aprile     | Because You Loved Me                | Céline Dion                                                  | 6                              | [ 15 ] |
| 13 aprile    | Because You Loved Me                | Céline Dion                                                  | 6                              | [ 16 ] |
| 20 aprile    | Because You Loved Me                | Céline Dion                                                  | 6                              | [ 17 ] |
| 27 aprile    | Because You Loved Me                | Céline Dion                                                  | 6                              | [ 18 ] |
| 4 maggio     | Always Be My Baby                   | Mariah Carey                                                 | 2                              | [ 19 ] |
| 11 maggio    | Always Be My Baby                   | Mariah Carey                                                 | 2                              | [ 20 ] |
| 18 maggio    | Tha Crossroads                      | Bone Thugs-n-Harmony                                         | 8                              | [ 21 ] |
| 25 maggio    | Tha Crossroads                      | Bone Thugs-n-Harmony                                         | 8                              | [ 22 ] |
| 1° giugno    | Tha Crossroads                      | Bone Thugs-n-Harmony                                         | 8                              | [ 23 ] |
| 8 giugno     | Tha Crossroads                      | Bone Thugs-n-Harmony                                         | 8                              | [ 24 ] |
| 15 giugno    | Tha Crossroads                      | Bone Thugs-n-Harmony                                         | 8                              | [ 25 ] |
| 22 giugno    | Tha Crossroads                      | Bone Thugs-n-Harmony                                         | 8                              | [ 26 ] |
| 29 giugno    | Tha Crossroads                      | Bone Thugs-n-Harmony                                         | 8                              | [ 27 ] |
| 6 luglio     | Tha Crossroads                      | Bone Thugs-n-Harmony                                         | 8                              | [ 28 ] |
| 13 luglio    | How Do U Want It / California Love  | 2Pac featuring Jodeci / featuring Dr. Dre and Roger Troutman | 2                              | [ 29 ] |
| 20 luglio    | How Do U Want It / California Love  | 2Pac featuring Jodeci / featuring Dr. Dre and Roger Troutman | 2                              | [ 30 ] |
| 27 luglio    | You're Makin' Me High / Let It Flow | Toni Braxton                                                 | 1                              | [ 31 ] |
| 3 agosto     | Macarena (Bayside Boys Mix) †       | Los del Río                                                  | 14                             | [ 32 ] |
| 10 agosto    | Macarena (Bayside Boys Mix) †       | Los del Río                                                  | 14                             | [ 33 ] |
| 17 agosto    | Macarena (Bayside Boys Mix) †       | Los del Río                                                  | 14                             | [ 34 ] |
| 24 agosto    | Macarena (Bayside Boys Mix) †       | Los del Río                                                  | 14                             | [ 35 ] |
| 31 agosto    | Macarena (Bayside Boys Mix) †       | Los del Río                                                  | 14                             | [ 36 ] |
| 7 settembre  | Macarena (Bayside Boys Mix) †       | Los del Río                                                  | 14                             | [ 37 ] |
| 14 settembre | Macarena (Bayside Boys Mix) †       | Los del Río                                                  | 14                             | [ 38 ] |
| 21 settembre | Macarena (Bayside Boys Mix) †       | Los del Río                                                  | 14                             | [ 39 ] |
| 28 settembre | Macarena (Bayside Boys Mix) †       | Los del Río                                                  | 14                             | [ 40 ] |
| 5 ottobre    | Macarena (Bayside Boys Mix) †       | Los del Río                                                  | 14                             | [ 41 ] |
| 12 ottobre   | Macarena (Bayside Boys Mix) †       | Los del Río                                                  | 14                             | [ 42 ] |
| 19 ottobre   | Macarena (Bayside Boys Mix) †       | Los del Río                                                  | 14                             | [ 43 ] |
| 26 ottobre   | Macarena (Bayside Boys Mix) †       | Los del Río                                                  | 14                             | [ 44 ] |
| 2 novembre   | Macarena (Bayside Boys Mix) †       | Los del Río                                                  | 14                             | [ 45 ] |
| 9 novembre   | No Diggity                          | Blackstreet featuring Dr. Dre                                | 4                              | [ 46 ] |
| 16 novembre  | No Diggity                          | Blackstreet featuring Dr. Dre                                | 4                              | [ 47 ] |
| 23 novembre  | No Diggity                          | Blackstreet featuring Dr. Dre                                | 4                              | [ 48 ] |
| 30 novembre  | No Diggity                          | Blackstreet featuring Dr. Dre                                | 4                              | [ 49 ] |
| 7 dicembre   | Un-Break My Heart                   | Toni Braxton                                                 | 11                             | [ 50 ] |
| 14 dicembre  | Un-Break My Heart                   | Toni Braxton                                                 | 11                             | [ 51 ] |
| 21 dicembre  | Un-Break My Heart                   | Toni Braxton                                                 | 11                             | [ 52 ] |
| 28 dicembre  | Un-Break My Heart                   | Toni Braxton                                                 | 11                             | [ 53 ] |

Note:
1. ↑  Ha raggiunto il numero uno anche nel 1995.
2. ↑  Ha raggiunto il numero uno anche nel 1997.

## Top 10 Year-End 1996
Alla fine di ogni anno, Billboard pubblica una lista delle 100 canzoni che hanno avuto più successo nella Hot 100 durante l'anno di riferimento. Di seguito sono proposte le prime 10 posizioni della classifica di fine anno.
| #  | Brano                               | Artista/i                  | Posizione massima | Fonti |
| -- | ----------------------------------- | -------------------------- | ----------------- | ----- |
| 1  | Macarena (Bayside Boys Mix)         | Los del Río                | 1                 | [ 1 ] |
| 2  | One Sweet Day                       | Mariah Carey & Boyz II Men | 1                 | [ 1 ] |
| 3  | Because You Loved Me                | Céline Dion                | 1                 | [ 1 ] |
| 4  | Nobody Knows                        | The Tony Rich Project      | 2                 | [ 1 ] |
| 5  | Always Be My Baby                   | Mariah Carey               | 1                 | [ 1 ] |
| 6  | Give Me One Reason                  | Tracy Chapman              | 3                 | [ 1 ] |
| 7  | Tha Crossroads                      | Bone Thugs-n-Harmony       | 1                 | [ 1 ] |
| 8  | I Love You Always Forever           | Donna Lewis                | 2                 | [ 1 ] |
| 9  | You're Makin' Me High / Let It Flow | Toni Braxton               | 1                 | [ 1 ] |
| 10 | Twisted                             | Keith Sweat                | 2                 | [ 1 ] |